# Grand Prix de Voleibol de 2006

O Grand Prix de Voleibol de 2006 foi a 14ª edição do torneio feminino de voleibol organizado pela Federação Internacional FIVB. Foi diputado por doze países entre 16 de agosto e 10 de setembro. A Fase Final foi realizada em Reggio Calabria, na Itália.
Na final o Brasil derrotou a Rússia por 3 sets a 1 e de forma invicta conquistou o seu sexto título. A Itália derrotou Cuba por 3 sets a 2 e garantiu a medalha de bronze.

## Equipes participantes
Equipes que participaram da edição 2006 do Grand Prix
- Azerbaijão
- Brasil
- China
- Coreia do Sul
- Cuba
- Estados Unidos
- Itália
- Japão
- Polónia
- República Dominicana
- Rússia
- Tailândia

## Primeira Rodada

### Grupo A - Bydgoszcz
| Pos | Equipe               | Pts | V | D | PP  | PC  | PA    | SP | SC | SA    |
| --- | -------------------- | --- | - | - | --- | --- | ----- | -- | -- | ----- |
| 1   | Itália               | 6   | 3 | 0 | 245 | 202 | 1,213 | 9  | 1  | 9,000 |
| 2   | República Dominicana | 5   | 2 | 1 | 262 | 271 | 0,967 | 6  | 6  | 1,000 |
| 3   | Estados Unidos       | 4   | 1 | 2 | 288 | 294 | 0,980 | 6  | 7  | 0,857 |
| 4   | Polónia              | 3   | 0 | 3 | 244 | 275 | 0,897 | 2  | 9  | 0,222 |

PTS - pontos, J - jogos, V - vitórias, D - derrotas, PP - pontos pró, PC - pontos contra, PA - pontos average, SP - sets pró, SC - sets contra, SA - sets average
| Data  | Jogo           | Jogo | Jogo                 | Parciais | Parciais | Parciais | Parciais | Parciais |
| Data  | Jogo           | Jogo | Jogo                 | 1        | 2        | 3        | 4        | 5        |
| ----- | -------------- | ---- | -------------------- | -------- | -------- | -------- | -------- | -------- |
| 16/08 | Estados Unidos | 2-3  | República Dominicana | 25-21    | 23-25    | 25-19    | 25-27    | 8-15     |
| 16/08 | Polônia        | 0-3  | Itália               | 23-25    | 18-25    | 21-25    | -        | -        |
| 17/08 | Itália         | 3-0  | República Dominicana | 25-17    | 25-17    | 25-18    | -        | -        |
| 17/08 | Polônia        | 1-3  | Estados Unidos       | 24-26    | 22-25    | 25-18    | 21-25    | -        |
| 18/08 | Itália         | 3-1  | Estados Unidos       | 25-21    | 27-25    | 18-25    | 25-17    | -        |
| 18/08 | Polônia        | 1-3  | República Dominicana | 23-25    | 20-25    | 30-28    | 17-25    | -        |

### Grupo B - Tóquio
| Pos | Equipe        | Pts | V | D | PP  | PC  | PA    | SP | SC | SA    |
| --- | ------------- | --- | - | - | --- | --- | ----- | -- | -- | ----- |
| 1   | Brasil        | 6   | 3 | 0 | 250 | 190 | 1,316 | 9  | 1  | 9,000 |
| 2   | Japão         | 5   | 2 | 1 | 212 | 194 | 1,093 | 6  | 3  | 2,000 |
| 3   | Cuba          | 4   | 1 | 2 | 224 | 245 | 0,914 | 4  | 6  | 0,667 |
| 4   | Coreia do Sul | 3   | 0 | 3 | 168 | 225 | 0,747 | 0  | 9  | 0     |

PTS - pontos, J - jogos, V - vitórias, D - derrotas, PP - pontos pró, PC - pontos contra, PA - pontos average, SP - sets pró, SC - sets contra, SA - sets average
| Data  | Jogo   | Jogo | Jogo          | Parciais | Parciais | Parciais | Parciais | Parciais |
| Data  | Jogo   | Jogo | Jogo          | 1        | 2        | 3        | 4        | 5        |
| ----- | ------ | ---- | ------------- | -------- | -------- | -------- | -------- | -------- |
| 18/08 | Brasil | 3-0  | Coréia do Sul | 25-14    | 25-17    | 25-14    | -        | -        |
| 18/08 | Cuba   | 0-3  | Japão         | 27-29    | 18-25    | 17-25    | -        | -        |
| 19/08 | Brasil | 3-1  | Cuba          | 25-19    | 25-27    | 25-20    | 25-21    | -        |
| 19/08 | Japão  | 3-0  | Coréia do Sul | 25-20    | 25-20    | 25-17    | -        | -        |
| 20/08 | Cuba   | 3-0  | Coréia do Sul | 25-23    | 25-20    | 25-23    | -        | -        |
| 20/08 | Brasil | 3-0  | Japão         | 25-22    | 25-16    | 25-20    | -        | -        |

### Grupo C - Hong Kong
| Pos | Equipe     | Pts | V | D | PP  | PC  | PA    | SP | SC | SA    |
| --- | ---------- | --- | - | - | --- | --- | ----- | -- | -- | ----- |
| 1   | China      | 6   | 3 | 0 | 258 | 227 | 1,137 | 9  | 2  | 4,500 |
| 2   | Rússia     | 5   | 2 | 1 | 270 | 259 | 1,042 | 6  | 6  | 1,000 |
| 3   | Azerbaijão | 4   | 1 | 2 | 320 | 321 | 0,997 | 7  | 5  | 0,875 |
| 4   | Tailândia  | 3   | 0 | 3 | 243 | 284 | 0,856 | 3  | 9  | 0,333 |

PTS - pontos, J - jogos, V - vitórias, D - derrotas, PP - pontos pró, PC - pontos contra, PA - pontos average, SP - sets pró, SC - sets contra, SA - sets average
| Data  | Jogo       | Jogo | Jogo       | Parciais | Parciais | Parciais | Parciais | Parciais |
| Data  | Jogo       | Jogo | Jogo       | 1        | 2        | 3        | 4        | 5        |
| ----- | ---------- | ---- | ---------- | -------- | -------- | -------- | -------- | -------- |
| 18/08 | Rússia     | 3-2  | Azerbaijão | 22-25    | 21-25    | 27-25    | 25-23    | 15-7     |
| 18/08 | China      | 3-0  | Tailândia  | 25-20    | 25-19    | 25-22    | -        | -        |
| 19/08 | Rússia     | 3-1  | Tailândia  | 25-17    | 25-15    | 26-28    | 25-19    | -        |
| 19/08 | China      | 3-2  | Azerbaijão | 21-25    | 25-23    | 22-25    | 25-21    | 15-13    |
| 20/08 | Azerbaijão | 3-2  | Tailândia  | 20-25    | 22-25    | 25-19    | 25-20    | 16-14    |
| 20/08 | China      | 3-0  | Rússia     | 25-15    | 25-23    | 25-21    | -        | -        |

## Segunda Rodada

### Grupo D - Macau
| Pos | Equipe               | Pts | V | D | PP  | PC  | PA    | SP | SC | SA    |
| --- | -------------------- | --- | - | - | --- | --- | ----- | -- | -- | ----- |
| 1   | Brasil               | 6   | 3 | 0 | 284 | 242 | 1,174 | 9  | 3  | 3,000 |
| 2   | China                | 5   | 2 | 1 | 264 | 274 | 0,964 | 6  | 6  | 1,000 |
| 3   | Estados Unidos       | 4   | 1 | 2 | 303 | 300 | 1,010 | 6  | 7  | 0,857 |
| 4   | República Dominicana | 3   | 0 | 3 | 265 | 300 | 0,883 | 4  | 9  | 0,444 |

PTS - pontos, J - jogos, V - vitórias, D - derrotas, PP - pontos pró, PC - pontos contra, PA - pontos average, SP - sets pró, SC - sets contra, SA - sets average
| Data  | Jogo           | Jogo | Jogo                 | Parciais | Parciais | Parciais | Parciais | Parciais |
| Data  | Jogo           | Jogo | Jogo                 | 1        | 2        | 3        | 4        | 5        |
| ----- | -------------- | ---- | -------------------- | -------- | -------- | -------- | -------- | -------- |
| 25/08 | Brasil         | 3-2  | República Dominicana | 25-14    | 22-25    | 20-25    | 25-17    | 15-8     |
| 25/08 | China          | 3-2  | Estados Unidos       | 25-27    | 25-22    | 25-22    | 20-25    | 16-14    |
| 26/08 | Brasil         | 3-1  | Estados Unidos       | 29-27    | 25-22    | 23-25    | 25-21    | -        |
| 26/08 | China          | 3-1  | República Dominicana | 25-22    | 25-20    | 20-25    | 25-22    | -        |
| 27/08 | Estados Unidos | 3-1  | República Dominicana | 25-22    | 22-25    | 26-24    | 25-16    | -        |
| 27/08 | Brasil         | 3-0  | China                | 25-22    | 25-19    | 25-17    | -        | -        |

### Grupo E - Seul
| Pos | Equipe        | Pts | V | D | PP  | PC  | PA    | SP | SC | SA    |
| --- | ------------- | --- | - | - | --- | --- | ----- | -- | -- | ----- |
| 1   | Rússia        | 6   | 3 | 0 | 287 | 233 | 1,232 | 9  | 3  | 3,000 |
| 2   | Japão         | 5   | 2 | 1 | 212 | 191 | 1,110 | 6  | 3  | 2,000 |
| 3   | Coreia do Sul | 4   | 1 | 2 | 241 | 261 | 0,923 | 4  | 8  | 0,500 |
| 4   | Polónia       | 3   | 0 | 3 | 245 | 300 | 0,817 | 4  | 9  | 0,444 |

PTS - pontos, J - jogos, V - vitórias, D - derrotas, PP - pontos pró, PC - pontos contra, PA - pontos average, SP - sets pró, SC - sets contra, SA - sets average
| Data  | Jogo          | Jogo | Jogo    | Parciais | Parciais | Parciais | Parciais | Parciais |
| Data  | Jogo          | Jogo | Jogo    | 1        | 2        | 3        | 4        | 5        |
| ----- | ------------- | ---- | ------- | -------- | -------- | -------- | -------- | -------- |
| 25/08 | Coréia do Sul | 1-3  | Rússia  | 15-25    | 18-25    | 25-20    | 20-25    | -        |
| 25/08 | Polônia       | 0-3  | Japão   | 18-25    | 24-26    | 18-25    | -        | -        |
| 26/08 | Rússia        | 3-2  | Polônia | 25-16    | 28-30    | 25-16    | 24-26    | 15-6     |
| 26/08 | Coréia do Sul | 0-3  | Japão   | 22-25    | 15-25    | 19-25    | -        | -        |
| 27/08 | Coréia do Sul | 3-2  | Polônia | 23-25    | 25-10    | 19-25    | 25-22    | 15-9     |
| 27/08 | Rússia        | 3-0  | Japão   | 25-23    | 25-17    | 25-21    | -        | -        |

### Grupo F - Taipé
| Pos | Equipe     | Pts | V | D | PP  | PC  | PA    | SP | SC | SA    |
| --- | ---------- | --- | - | - | --- | --- | ----- | -- | -- | ----- |
| 1   | Cuba       | 6   | 3 | 0 | 279 | 256 | 1,090 | 9  | 3  | 3,000 |
| 2   | Itália     | 5   | 2 | 1 | 296 | 282 | 1,050 | 7  | 6  | 1,167 |
| 3   | Tailândia  | 4   | 1 | 2 | 249 | 277 | 0,899 | 4  | 8  | 0,500 |
| 4   | Azerbaijão | 3   | 0 | 3 | 310 | 319 | 0,972 | 6  | 9  | 0,667 |

PTS - pontos, J - jogos, V - vitórias, D - derrotas, PP - pontos pró, PC - pontos contra, PA - pontos average, SP - sets pró, SC - sets contra, SA - sets average
| Data  | Jogo       | Jogo | Jogo       | Parciais | Parciais | Parciais | Parciais | Parciais |
| Data  | Jogo       | Jogo | Jogo       | 1        | 2        | 3        | 4        | 5        |
| ----- | ---------- | ---- | ---------- | -------- | -------- | -------- | -------- | -------- |
| 25/08 | Itália     | 3-2  | Azerbaijão | 25-18    | 25-20    | 22-25    | 23-25    | 15-11    |
| 25/08 | Tailândia  | 0-3  | Cuba       | 23-25    | 21-25    | 17-25    | -        | -        |
| 26/08 | Cuba       | 3-2  | Azerbaijão | 22-25    | 26-24    | 21-25    | 25-21    | 15-12    |
| 26/08 | Tailândia  | 1-3  | Itália     | 25-23    | 20-25    | 23-25    | 20-25    | -        |
| 27/08 | Cuba       | 3-1  | Itália     | 25-22    | 25-23    | 20-25    | 25-18    | -        |
| 27/08 | Azerbaijão | 2-3  | Tailândia  | 21-25    | 25-18    | 25-17    | 23-25    | 10-15    |

## Terceira Rodada

### Grupo G - Ningbo
| Pos | Equipe     | Pts | V | D | PP  | PC  | PA    | SP | SC | SA    |
| --- | ---------- | --- | - | - | --- | --- | ----- | -- | -- | ----- |
| 1   | China      | 6   | 3 | 0 | 245 | 199 | 1,231 | 9  | 1  | 9,000 |
| 2   | Cuba       | 5   | 2 | 1 | 247 | 232 | 1,065 | 6  | 5  | 1,200 |
| 3   | Polónia    | 4   | 1 | 2 | 249 | 288 | 0,865 | 5  | 8  | 0,625 |
| 4   | Azerbaijão | 3   | 0 | 3 | 257 | 279 | 0,921 | 3  | 9  | 0,333 |

PTS - pontos, J - jogos, V - vitórias, D - derrotas, PP - pontos pró, PC - pontos contra, PA - pontos average, SP - sets pró, SC - sets contra, SA - sets average
| Data | Jogo    | Jogo | Jogo       | Parciais | Parciais | Parciais | Parciais | Parciais |
| Data | Jogo    | Jogo | Jogo       | 1        | 2        | 3        | 4        | 5        |
| ---- | ------- | ---- | ---------- | -------- | -------- | -------- | -------- | -------- |
| 1/09 | Cuba    | 3-2  | Polônia    | 18-25    | 25-27    | 25-15    | 25-16    | 15-9     |
| 1/09 | China   | 3-1  | Azerbaijão | 25-18    | 25-20    | 19-25    | 26-24    | -        |
| 2/09 | Cuba    | 3-0  | Azerbaijão | 25-18    | 25-21    | 28-26    | -        | -        |
| 2/09 | China   | 3-0  | Polônia    | 25-22    | 25-15    | 25-14    | -        | -        |
| 3/09 | Polônia | 3-2  | Azerbaijão | 25-21    | 25-21    | 19-25    | 22-25    | 15-13    |
| 3/09 | China   | 3-0  | Cuba       | 25-19    | 25-23    | 25-19    | -        | -        |

### Grupo H - Bangkok
| Pos | Equipe         | Pts | V | D | PP  | PC  | PA    | SP | SC | SA    |
| --- | -------------- | --- | - | - | --- | --- | ----- | -- | -- | ----- |
| 1   | Rússia         | 6   | 3 | 0 | 279 | 244 | 1,143 | 9  | 3  | 3,000 |
| 2   | Estados Unidos | 5   | 2 | 1 | 253 | 246 | 1,028 | 7  | 4  | 1,750 |
| 3   | Coreia do Sul  | 4   | 1 | 2 | 262 | 265 | 0,989 | 6  | 6  | 1,000 |
| 4   | Tailândia      | 3   | 0 | 3 | 198 | 237 | 0,835 | 0  | 9  | 0     |

PTS - pontos, J - jogos, V - vitórias, D - derrotas, PP - pontos pró, PC - pontos contra, PA - pontos average, SP - sets pró, SC - sets contra, SA - sets average
| Data | Jogo          | Jogo | Jogo           | Parciais | Parciais | Parciais | Parciais | Parciais |
| Data | Jogo          | Jogo | Jogo           | 1        | 2        | 3        | 4        | 5        |
| ---- | ------------- | ---- | -------------- | -------- | -------- | -------- | -------- | -------- |
| 1/09 | Rússia        | 3-2  | Coréia do Sul  | 21-25    | 25-22    | 25-20    | 21-25    | 15-7     |
| 1/09 | Tailândia     | 0-3  | Estados Unidos | 27-29    | 15-25    | 25-27    | -        | -        |
| 2/09 | Coréia do Sul | 1-3  | Estados Unidos | 25-12    | 16-25    | 27-29    | 16-25    | -        |
| 2/09 | Rússia        | 3-0  | Tailândia      | 25-19    | 25-20    | 27-25    | -        | -        |
| 3/09 | Rússia        | 3-1  | Estados Unidos | 25-22    | 20-25    | 25-11    | 25-23    | -        |
| 3/09 | Coréia do Sul | 3-0  | Tailândia      | 29-27    | 25-18    | 25-22    | -        | -        |

### Grupo I - Okayama
| Pos | Equipe               | Pts | V | D | PP  | PC  | PA    | SP | SC | SA    |
| --- | -------------------- | --- | - | - | --- | --- | ----- | -- | -- | ----- |
| 1   | Brasil               | 6   | 3 | 0 | 231 | 200 | 1,155 | 9  | 0  | MAX   |
| 2   | Itália               | 5   | 2 | 1 | 222 | 188 | 1,181 | 6  | 3  | 2,000 |
| 3   | Japão                | 4   | 1 | 2 | 219 | 246 | 0,890 | 3  | 8  | 0,375 |
| 4   | República Dominicana | 3   | 0 | 3 | 212 | 250 | 0,848 | 2  | 9  | 0,222 |

PTS - pontos, J - jogos, V - vitórias, D - derrotas, PP - pontos pró, PC - pontos contra, PA - pontos average, SP - sets pró, SC - sets contra, SA - sets average
| Data | Jogo   | Jogo | Jogo                 | Parciais | Parciais | Parciais | Parciais | Parciais |
| Data | Jogo   | Jogo | Jogo                 | 1        | 2        | 3        | 4        | 5        |
| ---- | ------ | ---- | -------------------- | -------- | -------- | -------- | -------- | -------- |
| 1/09 | Brasil | 3-0  | Itália               | 25-22    | 25-22    | 30-28    | -        | -        |
| 1/09 | Japão  | 3-2  | República Dominicana | 25-16    | 18-25    | 25-16    | 15-25    | 16-14    |
| 2/09 | Brasil | 3-0  | República Dominicana | 25-22    | 25-22    | 26-24    | -        | -        |
| 2/09 | Itália | 3-0  | Japão                | 25-18    | 25-19    | 25-23    | -        | -        |
| 3/09 | Itália | 3-0  | República Dominicana | 25-13    | 25-19    | 25-16    | -        | -        |
| 3/09 | Brasil | 3-0  | Japão                | 25-21    | 25-21    | 25-18    | -        | -        |

## Fase final
A fase final do Grand Prix 2006 foi disputado na cidade italiana de Reggio Calabria entre os dias 6/09 e 10/09. As donas da casa mais as cinco equipes classificadas da fase anterior disputaram o título.

### Grupo A
| Data | Jogo   | Jogo | Jogo   | Parciais | Parciais | Parciais | Parciais | Parciais |
| Data | Jogo   | Jogo | Jogo   | 1        | 2        | 3        | 4        | 5        |
| ---- | ------ | ---- | ------ | -------- | -------- | -------- | -------- | -------- |
| 6/09 | China  | 3-1  | Cuba   | 25-19    | 21-25    | 25-23    | 25-16    | -        |
| 7/09 | Cuba   | 3-1  | Itália | 26-24    | 19-25    | 25-23    | 25-23    | -        |
| 8/09 | Itália | 3-0  | China  | 25-17    | 25-17    | 25-14    | -        | -        |

### Grupo B
| Data | Jogo   | Jogo | Jogo   | Parciais | Parciais | Parciais | Parciais | Parciais |
| Data | Jogo   | Jogo | Jogo   | 1        | 2        | 3        | 4        | 5        |
| ---- | ------ | ---- | ------ | -------- | -------- | -------- | -------- | -------- |
| 6/09 | Brasil | 3-0  | Rússia | 25-15    | 25-19    | 25-22    | -        | -        |
| 7/09 | Rússia | 3-0  | Japão  | 25-15    | 25-22    | 29-27    | -        | -        |
| 8/09 | Brasil | 3-1  | Japão  | 23-25    | 25-22    | 25-16    | 25-17    | -        |

### Disputa de 5º lugar
| Data | Jogo  | Jogo | Jogo  | Parciais | Parciais | Parciais | Parciais | Parciais |
| Data | Jogo  | Jogo | Jogo  | 1        | 2        | 3        | 4        | 5        |
| ---- | ----- | ---- | ----- | -------- | -------- | -------- | -------- | -------- |
| 9/09 | China | 3-0  | Japão | 25-20    | 25-13    | 25-18    | -        | -        |

### Semifinais
| Data | Jogo   | Jogo | Jogo   | Parciais | Parciais | Parciais | Parciais | Parciais |
| Data | Jogo   | Jogo | Jogo   | 1        | 2        | 3        | 4        | 5        |
| ---- | ------ | ---- | ------ | -------- | -------- | -------- | -------- | -------- |
| 9/09 | Brasil | 3-0  | Cuba   | 25-20    | 25-15    | 25-18    | -        | -        |
| 9/09 | Rússia | 3-2  | Itália | 21-25    | 23-25    | 25-23    | 25-15    | 15-10    |

### Disputa de 3º lugar
| Data  | Jogo   | Jogo | Jogo | Parciais | Parciais | Parciais | Parciais | Parciais |
| Data  | Jogo   | Jogo | Jogo | 1        | 2        | 3        | 4        | 5        |
| ----- | ------ | ---- | ---- | -------- | -------- | -------- | -------- | -------- |
| 10/09 | Itália | 3-2  | Cuba | 25-17    | 25-15    | 23-25    | 23-25    | 15-11    |

### Final
| Data  | Jogo   | Jogo | Jogo   | Parciais | Parciais | Parciais | Parciais | Parciais |
| Data  | Jogo   | Jogo | Jogo   | 1        | 2        | 3        | 4        | 5        |
| ----- | ------ | ---- | ------ | -------- | -------- | -------- | -------- | -------- |
| 10/09 | Brasil | 3-1  | Rússia | 25-20    | 25-20    | 23-25    | 25-17    | -        |

## Classificação Final
| #      | Equipe               |
| ------ | -------------------- |
| Gold   | Brasil               |
| Silver | Rússia               |
| Bronze | Itália               |
| 4.     | Cuba                 |
| 5.     | China                |
| 6.     | Japão                |
| 7.     | Estados Unidos       |
| 8.     | República Dominicana |
| 9.     | Coreia do Sul        |
| 10.    | Azerbaijão           |
| 11.    | Tailândia            |
| 12.    | Polónia              |

## Prêmios individuais
| MVP (Most Valuable Player) | Sheilla Castro     | Brasil |
| Melhor atacante            | Fabiana Claudino   | Brasil |
| Melhor bloqueio            | Sara Anzanello     | Itália |
| Melhor saque               | Nancy Carrillo     | Cuba   |
| Melhor líbero              | Arlene Xavier      | Brasil |
| Melhor levantadora         | Eleonora Lo Bianco | Itália |
| Maior pontuadora           | Ekaterina Gamova   | Rússia |